# اوله-یوهان دال
اوله-یوهان دال (به نروژی: Ole-Johan Dahl) (۲۹ ژوئن ۲۰۰۲ - ۱۲ اکتبر ۱۹۳۱) یک دانشمند رایانه‌ی نروژی بود که به همراه کریستین نیگارد پدر سیمولا و برنامه‌نویسی شیءگرا شناخته می‌شود.

## شغل
دال که متولد مندال، نروژ می‌باشد، عموماً به عنوان نخستین دانشمند رایانهٔ نروژی شناخته می‌شود. به همراه کریستین نیگارد، او ایدهٔ اولیهٔ برنامه‌نویسی شی‌گرا(دابل‌او) را در دههٔ ۱۹۶۰ در مرکز رایانش نروژ(ان‌آر) به عنوان بخشی از زبان برنامه‌نویسی سیموالا I (۱۹۶۵-۱۹۶۱) و سیمولا ۶۷ (۱۹۶۸-۱۹۶۵) ابداع کرد. دال و نیگارد اولین کسانی بودند که مفهوم کلاس، زیرکلاس (که اجازهٔ مخفی‌سازی اطلاعات را می دهد)، وراثت، ایجاد پویای شی و دیگر ابعاد مهم شی‌گرایی را ایجاد کردند. یک شی، یک مولفهٔ خود-مشمول (به همراه ساختار داده و مراحل مرتبط یا روش‌ها) در سیستم‌های نرم‌افزاری است. دیدگاه شی‌گرایی امروزه در توسعه نرم‌افزار مدرن فراگیر شده است و به طور گسترده در زبان‌های برنامه‌نویسی از جمله جاوا و سی‌پلاس‌پلاس استفاده می‌شود.
او در سال ۱۹۶۸، استاد کامل دانشگاه اسلو شد. دال در آنجا بر روی برنامه‌نویسی ساختار یافته را که شاید تاثیر گذارترین کتابش باشد کار کرد. سپس به همراه تونی هور و ادسخر دیسترا کتاب ساختارهای وراثتی برنامه را تألیف کرد که بهترین کتاب آکادمیک پیرامون مبحث نرم‌افزار در دههٔ ۱۹۷۰
باشد.
بعدها دال بشدت به کاربرد روش‌های صوری در دقت جواب مثال‌های شی‌گرایی علاقه‌مند شد.
وی در سال ۲۰۰۱ به همراه نیگارد به خاطر کارهایش، جایزه تورینگ را از انجمن ماشین‌های حسابگر(ای‌سی‌ام) برد. همچنین در سال ۲۰۰۲ (باز هم به همراه نیگارد)، مدال جان فون نویمان مؤسسه مهندسان برق و الکترونیک(آی‌تریپل‌ای) را دریافت نمود. در سال ۲۰۰۰، اوله-یوهان دال به ریاست انجمن سطلنتی سنت اولاو نروژ رسید.